# کتی داگن
کتی داگن (به انگلیسی: Keltie Duggan) (زادهٔ ۷ سپتامبر ۱۹۷۰) شناگر اهل کانادا است.